# Oleksandr Filippov
Oleksandr Oleksandrovych Filippov (Oekraïens: Олександр Олександрович Філіппов) (Avdiivka, 23 oktober 1992) is een Oekraïens voetballer die sinds 2020 uitkomt voor Sint-Truidense VV. Filippov is een aanvaller.

## Clubcarrière
Filippov speelde in eigen land voor Arsenal Kiev, Illitsjivets Marioepol, Nikopol-NPHU, Avanhard Kramatorsk en Desna Tsjernihiv. In het seizoen 2017/18 hielp hij laatstgenoemde club aan zijn historische promotie naar de Premjer Liha. In het seizoen 2019/20 scoorde hij zestien keer in de hoogste Oekraïense divisie, enkel topschutter Júnior Moraes (FK Sjachtar Donetsk) scoorde meer. Het leverde hem een transfer op naar de Belgische eersteklasser Sint-Truidense VV, dat hierdoor het uitgaande transferrecord van Desna Tsjernihiv verbrak.